# Liste der Kulturgüter in Perrefitte
Die Liste der Kulturgüter in Perrefitte enthält alle Objekte in der Gemeinde Perrefitte im Kanton Bern, die gemäss der Haager Konvention zum Schutz von Kulturgut bei bewaffneten Konflikten, dem Bundesgesetz vom 20. Juni 2014 über den Schutz der Kulturgüter bei bewaffneten Konflikten sowie der Verordnung vom 29. Oktober 2014 über den Schutz der Kulturgüter bei bewaffneten Konflikten unter Schutz stehen.
Es sind weder A-Objekte noch B-Objekte auf dem Gemeindegebiet ausgewiesen, Objekte der Kategorie C fehlen zurzeit (Stand: 1. April 2024). Unter übrige Baudenkmäler sind Objekte zu finden, die im Bauinventar des Kantons Bern als «schützenswert» verzeichnet sind.

## Übrige Baudenkmäler
Hinweis: Als Objekt-Identifikator (ID) wird die Grundstücksnummer verwendet.
| ID  | Foto |                                                                                   | Objekt                                                                 | Typ | Standort                          | Beschreibung |
| --- | ---- | --------------------------------------------------------------------------------- | ---------------------------------------------------------------------- | --- | --------------------------------- | ------------ |
| 243 | ja   | Datei hochladen · Wikidata zu Bauernhof oder altes Postrelais (1794) (Q116972228) | Bauernhof oder altes Postrelais (1794) / Ferme ou ancien relais (1794) | G   | Sous Moron 14 592609 / 235974     |              |
| 311 | ja   | Datei hochladen · Wikidata zu Ehemaliges Bauernhaus (1702) (Q116972316)           | Ehemaliges Bauernhaus (1702) / Ancienne ferme (1702)                   | G   | Sous Moron 17 592590 / 235929     |              |
| 313 | ja   | Datei hochladen · Wikidata zu Speicher (1729) (Q125256166)                        | Speicher (1729) / Grenier (1729)                                       | G   | Sous Moron 17a 592618 / 235918    |              |
| 426 | ja   | Datei hochladen · Wikidata zu Speicher (1680) (Q125256280)                        | Speicher (1680) / Grenier (1680)                                       | G   | Clos du Moulin 9b 592694 / 236039 |              |
| 622 | ja   | Datei hochladen · Wikidata zu Schulhaus (Ende 19. Jh.) (Q131822558)               | Schulhaus (Ende 19. Jh.) / Ecole (fin 19ème s.)                        | G   | Sous le Tacon 24 592670 / 236042  |              |
| 627 | ja   | Datei hochladen · Wikidata zu Brunnen (1841) (Q131822571)                         | Brunnen (1841) / Fontaine (1841)                                       | K   | Sous Moron N.N. 592615 / 235947   |              |

Hinweis zur Legende: Anstelle der KGS-Nummer wird als Objekt-Identifikator (ID) die Grundstücksnummer verwendet.